# Вільям Кавендіш-Бентінк, 3-й герцог Портлендський
Вільям Кавендіш-Бентінк, 3-й герцог Портлендський (англ. William Cavendish-Bentinck, 3rd Duke of Portland) — 15-й і 20-й прем'єр-міністр Великої Британії у 1783 та з 1807 до 1809 року. Представник роду Бентінків. Батько індійського губернатора Вільяма Бентінка.
Бентінк розпочинав кар'єру як член верхньої палати парламенту. Під час війни з американськими колоніями постійно перебував у лавах опозиції. У 1783 році його було призначено першим лордом скарбниці, але того ж року був змушений поступитись місцем кабінету Пітта і був в опозиції до нього до 1792 року, коли розпочав боротьбу проти Французької революції, а разом із тим підтримував і уряд. У 1794 році він посів місце державного секретаря внутрішніх справ й у 1807 році знову був призначений лордом скарбниці і главою кабінету. Помер у 1809 році.